# 松本幸次
松本 幸次（まつもと こうじ、1947年 - ）は、日本の生物学者。元埼玉大学理学部教授。
専門分野は分子細胞生物学、分子遺伝学。細胞の膜構造体の機能・制御の分子遺伝学的解析を研究。特に、特定のリン脂質やリン脂質合成酵素が細菌細胞の分裂隔壁や極、前胞子などの膜に局在することを発見し、細胞機能における局在の意義、機構解明についての研究を行っている。

## 略歴
- 1971年　埼玉大学理工学部生化学科卒業
- 1973年　東京大学大学院理学系研究科博士前期課程修了
- 1978年　東京大学大学院理学系研究科博士後期課程修了、理学博士
- 1978年　上智大学理工学部助手
- 1982年　上智大学理工学部専任講師
- 1991年　埼玉大学理学部助教授
- 1996年　埼玉大学理学部教授
- 2013年　定年退職

## 受賞
- 2001年　日本遺伝学会第73回大会 Best Papers 賞
- 2003年　日本遺伝学会第75回大会 Best Papers 賞
- 2004年　日本遺伝学会第76回大会 Best Papers 賞

## 著書・論文
- 「枯草菌における糖脂質欠損、ホスファチジルグリセロール減少、リポテイコ酸欠損によるECFシグマ因子の活性化」（共著）,脂質生化学研究 55, 179-182, 2013
- 「ストレス応答ECFシグマ因子を介した枯草菌におけるリポテイコ酸の恒常性の維持」（共著）,脂質生化学研究 54, 138-141, 2012
- 「大腸菌主要膜酸性リン脂質の生理機能」,CACS forum : 埼玉大学研究機構科学分析支援センター機関誌 (3), 12-21, 2012
- 「枯草菌膜脂質組成異常及びリポテイコ酸欠損によるストレス応答ECFシグマ因子の活性化」（共著）,脂質生化学研究 53, 34-37, 2011
- 「枯草菌膜脂質組成及び細胞表層変化に伴うストレス応答ECFシグマ因子の活性化」（共著）,脂質生化学研究 52, 149-152, 2010
- 「枯草菌細胞分裂位置決定機構への膜酸性リン脂質の寄与」（共著）,脂質生化学研究 52, 145-148, 2010
- 「枯草菌ジアシルグリセロールキナーゼ遺伝子dgkBは必須遺伝子だが, リポテイコ酸合成欠損株では挿入破壊可能となる」（共著）,脂質生化学研究 52, 48-51, 2010
- 「細菌のホスファチジン酸合成に関与するアシルトランスフェラーゼの多様性  -アシルリン酸をアシルドナーとする新規アシルトランスフェラーゼの発見から」（共著）,化学と生物 48(5), 301-304, 2010
- 「枯草菌膜脂質組成変化に伴うストレス応答ECFシグマ因子の活性化」（共著）,脂質生化学研究 51, 274-277, 2009
- 「acyl-phosphate をアシルドナーとする新規 glycerol-3-phosphate acyltransferase である枯草菌PlsYの機能解析」（共著）,脂質生化学研究 51, 61-64, 2009
- "Activation of ECF sigma factor sigma(M) in Bacillus subtilis cells with altered membrane lipid composition" , GENES & GENETIC SYSTEMS 83(6), 508-508, 2008
- 「枯草菌の脂質合成初期過程の分子遺伝学的研究」（共著）,脂質生化学研究 50, 208-211, 2008
- 「低曝気浄化槽のメタゲノム解析」（共著）,日本微生物生態学会講演要旨集 (22), 211, 2006
- 「酸性リン脂質カルジオリピンの枯草菌胞子への蓄積と発芽における役割」（共著）,脂質生化学研究 47, 235-238, 2005
- 「細菌の膜脂質欠損とバイオフィルム形成シグナル応答」（共著）,Bioscience & industry 63(5), 320-323, 2005
- "Phosphatidylethanoramine domains and localization of phospholipid synthases in Bacilus subtilis membranes" , J.Bacteriol. in press
- 『ゲノムサイエンスと微生物分子遺伝学』（定家義人・松本幸次・原弘志・朝井計・共著）、培風館、2004年
- "Activation of the Rcs signal transduction system is responsible for the thermosensitive growth defect of the Escherichia coil mutant lacking phosphatidylglycerol and cardiolipin" , J.Bacteriol.,186/,6526-6535, 2004
- "Cardiolipin domains in Bacillus subtilis Marburg membranes" , J.Bacteriol.,186/,1475-1483, 2004
- "The possible roles of the DNA helicase and C-terminal domains in RECQ5/QE : complementation study in yeast" , DNA Repair,3/,369-378, 2004
- "Envelope disorder of Escherichia coli cells lacking phosphatidylglycerol" , J. Bacteriol., 186/,5418-5425, 2002
- "Drosophila melanogaster RECQ5/QE helicase: stimulation by GTP binding " , Nucleic Acids Res., 30/,3682-3691, 2002
- "Dispensable nature of phosphatidylglycerol in Esherichia coli: dual roles of anionic phospholipids" , Molec. Microbiol., 39/,1427-1433, 2001
- "Viability of an Esherichia coli pgsA null mutant lacking detectable phosphatidylglycerol and cardiolipin" , J. Bacteriol., 182/,371-376, 2000
- "Cloning sequensing, and disruption of the Basilus subtilis psd gene coding for phosphatidylserine decarbooxylase" , J. Bacteriol., 180/,100-106, 1998
- 「大腸菌における遺伝子発現のリン脂質を介する制御について」（共著）,脂質生化学研究 39, 235-238, 1997
- 「大腸菌膜リン脂質の生物学的機能  -酸性リン脂質欠損とompFの発現との関わり  微生物」（共著）,脂質生化学研究 39, 235-238, 1997
- 「発現系を用いたコンプリメンテーションアッセイ」（共著）,The Japanese journal of genetics 68(4), 243-255, 1993
- 「直鎖状DNAの複製」,バイオサイエンスとインダストリ- 49(4), p389-392, 1991
- 「枯草菌ファージφ29およびM2DNAポリメラーゼのアミノ酸配列相同性解析」（共著）,日本農藝化學會誌 62(3), 495, 1988
- 「バクテリオファ-ジM2DNAのトランスフェクションに対するトリペプチドArg-Gly-Aspの阻害」（共著）,遺伝學雑誌 63(6), 537-541, 1988
- "Studies on the Biological Activities of Islandic Acid and Related Compounds" , Chemical & pharmaceutical bulletin 32(4), 1583-1586, 1984